# Kazuyasu Minobe
Kazuyasu Minobe (en japonés: 和靖見延, Minobe Kazuyasu; Echizen, 15 de julio de 1987) es un deportista japonés que compite en esgrima, especialista en la modalidad de espada.
Participó en tres Juegos Olímpicos de Verano, entre los años 2016 y 2024, obteniendo dos medallas en la prueba por equipos, oro en Tokio 2020 (junto con Koki Kano, Masaru Yamada y Satoru Uyama) y plata en París 2024 (con Koki Kano, Akira Komata y Masaru Yamada).
Ganó dos medallas  en el Campeonato Mundial de Esgrima de 2022, plata en la prueba individual y bronce por equipos.

## Palmarés internacional
| Juegos Olímpicos   | Juegos Olímpicos  | Juegos Olímpicos  | Juegos Olímpicos   |
| Año                | Lugar             | Medalla           | Prueba             |
| ------------------ | ----------------- | ----------------- | ------------------ |
| 2020               | Tokio (Japón)     | Medalla de oro    | Espada por equipos |
| 2024               | París (Francia)   | Medalla de plata  | Espada por equipos |
| Campeonato Mundial |                   |                   |                    |
| Año                | Lugar             | Medalla           | Prueba             |
| 2022               | El Cairo (Egipto) | Medalla de plata  | Espada individual  |
| 2022               | El Cairo (Egipto) | Medalla de bronce | Espada por equipos |